# Mardi Gras (film, 1958)
Pour les articles homonymes, voir Mardi gras (homonymie).
Pour plus de détails, voir Fiche technique et Distribution.
Mardi Gras est un film américain réalisé par Edmund Goulding, sorti en 1958.

## Fiche technique
- Titre français : Mardi Gras
- Réalisation : Edmund Goulding
- Scénario : Curtis Harrington, Winston Miller et Hal Kanter
- Photographie : Wilfred M. Cline
- Montage : Robert L. Simpson
- Pays d'origine :  États-Unis
- Format : Couleurs - 2,35:1
- Genre : Film musical
- Durée : 107 minutes
- Date de sortie : 1958

## Distribution
- Pat Boone : Paul Newell
- Christine Carère : Michelle Marton
- Tommy Sands : Barry Denton
- Sheree North : Eadie West
- Gary Crosby : Tony Collins
- Fred Clark : Al Curtis
- Dick Sargent : Dick Saglon
- Robert Burton : Tydings
- Howard Wendell : Howard Hansen